# Jagdstaffel 5
La Königlich Preußische Jagdstaffel Nr 5 ou Jagdstaffel 5 (terme abrégé en Jasta 5) est une escadrille de la Luftstreitkräfte, la branche aérienne de l'Armée impériale allemande pendant la Première Guerre mondiale. Jasta est un acronyme formé par l'abréviation du mot allemand Jagdstaffel (escadrille de chasse). L'unité totalise 251 victoires aériennes pendant la guerre, au prix de 19 tués et 8 blessés au combat, 3 tués et 1 blessé dans des accidents et 2 prisonniers.

## Histoire
La Jasta 5 est formée le 21 août 1916 à partir d'éléments du Kampfeinsitzer Kommando Avillers (littéralement « unité de combat monoplace Avillers »), une petite unité d'aviation de chasse commandée par l'Oberleutnant Hans Berr. Elle est initialement équipée de Fokker Eindecker provenant là encore de la KEK Avillers. Après sa mise sur pied à Béchamps, la Jasta 5 commence à opérer dans le secteur de la 5e armée près de Verdun, avant de passer dans celui de la 1re armée dans la Somme à partir du 29 septembre. Après avoir été rééquipés de chasseurs Halberstadt, les pilotes de la Jasta 5 remportent un grand nombre de victoires sur la fin de l'année 1916, ce qui vaut à l'unité le surnom de Kanonenstaffel (littéralement « escadrille des canons », canon étant le terme sous lequel les Allemands nomment les as de l'aviation à cette période).
Hans Berr est tué au combat le 6 avril 1917. Le Hauptmann Hans von Hünerbein prend alors brièvement le commandement, avant d'être tué à son tour un peu moins d'un mois plus tard. Le commandement de la Jasta 5 passe au Leutnant Kurt Schneider (en). la Jasta 5 est alors basée dans le secteur de la 2e armée, près de Cambrai, où elle reste du 11 mars 1917 au 21 mars 1918. Le commandement de Kurt Schneider est de courte durée lui-aussi puisqu'il est grièvement blessé au début du mois de juin 1917 et doit transmettre le commandement à l'Oberleutnant Richard Flasher. À la charnière des années 1917-1918, la Jasta 5 est l'une des rares escadrilles allemandes à être entièrement équipées de Fokker Dr.I en dehors des unités affectées aux grandes escadres formées à la fin de la guerre.
En mars 1918, la Jasta 5 est intégrée au Jagdgruppe 2, un groupe de chasse rassemblant également la Jasta 46 (en) pour soutenir les opérations de la 2e armée dans la Somme, dans le cadre de l'offensive allemande de printemps. Le Jagdgruppe 2 est agrandi dans les derniers mois de la guerre, pour comprendre les Jasta 34 (en) et 37 (en). La Jasta 5 termine la guerre à Villers-Sire-Nicole, dans le Nord. Avec 251 victoires aériennes enregistrées au cours de la guerre, il s'agit de la troisième escadrille la plus victorieuse de l'armée de l'air allemande pendant le conflit.

## Liste des commandants (Staffelführer)
1. Hans Berr : 21 août 1916 - 2 janvier 1917
2. Ludwig Dornheim (par intérim) : 2 janvier 1917 - 5 février 1917
3. Hans Berr : 5 février 1917 - 6 avril 1917 (tué au combat)
4. Hans von Hünerbein : 7 avril 1917 - 4 mai 1917 (tué au combat)
5. Kurt Schneider (en) : 6 mai 1917 - 5 juin 1917 (il quitte son commandement après une blessure grave, avant d'être tué au combat moins d'un mois plus tard, alors qu'il est revenu au front)
6. Richard Flasher : 10 juin 1917 - 18 mai 1918
7. Wilhelm Lehmann : 12 mai 1918 - 26 juin 1918 (tué au combat)
8. Otto Schmidt (en) : 3 juillet 1918 - 11 novembre 1918

## Liste des bases d'opérations
1. Béchamps : 21 août 1916 - 25 septembre 1916
2. Senon : 26 septembre 1916 - 29 septembre 1916
3. Gonnelieu : 30 septembre 1916 - 10 mars 1917
4. Boistrancourt, Carnières : 11 mars 1917 - 25 mars 1918
5. Liéramont : 25 mars 1918 - 23 avril 1918
6. Cappy : 23 avril 1918 - 27 juillet 1918
7. Moislains : 27 juillet 1918 - 24 août 1918
8. Nurlu : 24 août 1918 - 30 septembre 1918
9. Neuville (plusieurs communes portent ce nom) : 30 septembre 1918 - 7 octobre 1918
10. Escarmain : 7 octobre 1918 - 10 octobre 1918
11. Villers-Sire-Nicole : 10 octobre 1918 - 11 novembre 1918

## Membres célèbres
20 as de l'aviation ont volé au sein de la Jagdstaffel 5 au cours de la guerre :
- Fritz Rumey
- Otto Könnecke
- Josef Mai
- Heinrich Gontermann
- Edmund Nathanael (en)
- Kurt Schneider (en)
- Renatus Theiller (pl)
- Otto Schmidt (en)
- Hans Berr
- Hans Karl Müller (en)
- Karl Treiber (pl)
- Rudolf Matthaei (en)
- Werner Voss
- Paul Bäumer
- Hartmuth Baldamus (en)
- Gerhard Bassenge (en)
- Karl Bohny (pl)
- Erich Buder (en)
- Hermann Göring
- Emil Schäpe (en)

### Note
1. ↑  Staffel est un terme féminin, en allemand[1].